# Weismain
Weismain é uma cidade da Alemanha, localizada no distrito de Lichtenfels, no estado de Baviera.